# 上野哲也 (俳優)
上野 哲也（うえの てつや、1979年6月4日 - ）は、日本の俳優である。

## 概略
千葉県柏市出身。
舞台芸術学院演劇部別科で学んだ後、劇団わらび座俳優養成所に入学。
2年間のレッスンを経て、劇団わらび座に入団し、多数の舞台に出演。
ミュージカル「龍馬！」(2008年)、ミュージカル「火の烏」(2009年)では主演を務めた。
2010年に劇団わらび座を退団。
2011年に東宝ミュージカル「レ・ミゼラブル」オーディションに合格しプルベール役にて出演する（五葉隼人名義）など活動範囲を広げ、現在はミュージカルを中心に、歌や民俗舞踊を活かしたコンサートやライブなどの活動を行っている。

## おもな出演作品

### 舞台

#### 劇団わらび座在籍中
- つばめ（2002年）丁好寛 役[1]
- テン、テン、天まで飛んでいけ（2003年）タケ兄ちゃん 役[2]
- 男鹿の於仁丸（2004年）孫六 役[3]
- よろけ養安（2004年）兵太 役[4]
- 棟方志功（2005年）友人古藤 役
- 義経（2006年）藤原泰衡 役[5]
- 坊ちゃん！（2007年）山嵐 / うらなり 役
- 龍馬！（2008年）坂本龍馬 役[6]
- 火の鳥（2008年・2009年）我王 役[1]
- アトム（2010年）アズリ 役[7]

#### 劇団わらび座退団後
- レ・ミゼラブル（東宝）
  - 2011年 - プルベール 役[8]
  - 2013年 - フイイ 役[9]
- 星の王子様（2011年、劇団MMC）実業家 役
- 赤毛のアン（2011年、クラシックライブ協会音楽劇）ギルパート 役
- 青い地球は誰のもの（2011年、クラシックライブ協会環境ミュージカル）兵士ダニエル 役[10]
- ハロー・ドーリー！（2012年）コック 役
- ミス・サイゴン（東宝）
  - 2012年 - 男性アンサンブル[11]
  - 2014年 - クリス 役[12]
  - 2022年 - ジョン 役[13]
- ミュージカル「手紙」（2016年） - 嘉島孝文 役
- ミュージカル「アップル・ツリー」（2016年）サンジャー / フィリップ 役 他[14]
- musical『ボクが死んだ日はハレ』
  - 2017年[15]
  - 2019年[16]
- Suicide Party（2018年）[17]
- ミュージカル「シークレット・ガーデン」（2018年）[18]
- ミュージカル・ガラコンサート in 坊っちゃん劇場『SHALL WE SING?』～さあ 歌の魔法にかかりにおいで～（2018年）[19]
- ミュージカル「笑う男 The Eternal Love -永遠の愛-」
  - 2019年[20]
  - 2022年[21]
- 恋、燃ゆる。～秋元松代作『おさんの恋』より～（2020年）[22]
- Living Room Concert 1st Anniversary 岡幸二郎 ミュージカル スペシャルコンサート in サントリーホール（2021年）[23]
- のっぽの古時計（2021年）[24]
- ムーラン・ルージュ！ザ・ミュージカル（東宝）トゥールーズ＝ロートレック 役
  - 2023年[25]
  - 2024年[26]
- 音楽劇「生きるということ 〜The Meaning of Life〜」（2025年）[27]

### TV
- 名探偵の捉（2009年、ANB）昔の恋人 役
- アイリス（2009年、TBS）ヤクザの若頭 役

## 脚註
1. 1 2  “上野哲也プロフィール | キャスト | 火の鳥”. 劇団わらび座. 2023年2月3日閲覧。
2. ↑  “たざわこ芸術村/テン、テン、天まで飛んでいけ！”. 劇団わらび座. 2023年2月3日閲覧。
3. ↑  “男鹿の於仁丸”. 劇団わらび座. 2023年2月3日閲覧。
4. ↑  “ミュージカル　よろけ養安”. 劇団わらび座. 2023年2月3日閲覧。
5. ↑  “義経 - 平泉の夢”. 劇団わらび座. 2023年2月3日閲覧。
6. ↑  “龍馬！”. 劇団わらび座. 2023年2月3日閲覧。
7. ↑  “虫ん坊 2010年5月号”. 手塚治虫 TEZUKA OSAMU OFFICIAL. 2023年2月3日閲覧。
8. ↑  “ミュージカル『レ・ミゼラブル』”. 帝国劇場.   東宝. 2023年2月3日閲覧。
9. ↑  帝国劇場 ミュージカル『レ・ミゼラブル』 - ウェイバックマシン（2013年4月11日アーカイブ分）
10. ↑  “環境ミュージカル＆シンポジウム　“青い地球は誰のもの”　～持続可能な未来のために～”. 特定非営利活動法人　国際連合活動支援クラシックライブ協会. 2023年2月3日閲覧。
11. ↑  ミュージカル『ミス・サイゴン』 - ウェイバックマシン（2012年1月2日アーカイブ分）
12. ↑  “市村正親らが本番さながらに熱唱、『ミス・サイゴン』製作発表”. SPICE (イープラス). (2016年6月21日) 2023年2月3日閲覧。
13. ↑  “「ミス・サイゴン」上演1500回達成、市村正親「皆様の愛があるからこそ」”. ステージナタリー (ナターシャ). (2022年8月22日) 2023年2月3日閲覧。
14. ↑  “THE APPLE TREE”. 2023年2月3日閲覧。
15. ↑  “harebare”. 2023年2月3日閲覧。
16. ↑  “bokuhare”. 2023年2月3日閲覧。
17. ↑  “命を絶つ瞬間、彼らは何を思ったのか？TipTap「Suicide Party」開幕”. ステージナタリー (ナターシャ). (2018年3月15日) 2023年2月3日閲覧。
18. ↑  “「シークレット・ガーデン」ビジュアル公開、石丸＆花總が扮装姿を披露”. ステージナタリー (ナターシャ). (2018年1月15日) 2023年2月3日閲覧。
19. ↑  “坊っちゃん劇場でミュージカルガラコンサート、シルビア・グラブら出演”. ステージナタリー (ナターシャ). (2018年8月14日) 2023年2月3日閲覧。
20. ↑  “口を裂かれた青年が“本当の笑顔”求め葛藤、浦井健治らの「笑う男」開幕”. ステージナタリー (ナターシャ). (2019年4月9日) 2023年2月3日閲覧。
21. ↑  “浦井健治出演のミュージカル「笑う男」中止公演を経て本日スタート”. ステージナタリー (ナターシャ). (2022年2月10日) 2023年2月3日閲覧。
22. ↑  “恋、燃ゆる。”. 明治座. 2023年2月3日閲覧。
23. ↑  “2021/8/12(木) 岡幸二郎 - サントリーホール”. リビングルーム・コンサート. 2023年2月3日閲覧。
24. ↑  “川崎市アートセンター アルテリオ小劇場｜公演情報”. 川崎市アートセンター. 2023年2月3日閲覧。
25. ↑  “『ムーラン・ルージュ！ザ・ミュージカル』”. 東宝演劇サイト. 2023年2月2日閲覧。
26. ↑  “「ムーラン・ルージュ！ザ・ミュージカル」新ビジュアル解禁、公演日程も明らかに”. ステージナタリー.   ナターシャ (2023年12月26日). 2023年12月26日閲覧。
27. ↑  “中井智彦が中村哲医師の生涯描く音楽劇「生きるということ」上野哲也・樋口祥久も出演”. ステージナタリー.   ナターシャ (2024年11月15日). 2024年11月16日閲覧。